# Adam W. Snyder
Adam Wilson Snyder, född 6 oktober 1799 i Connellsville i Pennsylvania, död 14 maj 1842 i Belleville i Illinois, var en amerikansk politiker (demokrat). Han var ledamot av USA:s representanthus 1837–1839.
Snyder efterträdde 1837 John Reynolds som kongressledamot och efterträddes 1839 av företrädaren Reynolds.
Snyder är begravd i Belleville i Illinois.